# Leandro Sales de Santana
Leandro Sales de Santana, meglio noto come Leozinho (São Luís, 12 dicembre 1985), è un ex calciatore brasiliano, di ruolo centrocampista.